# Atsuhiro Iwai
Pour les articles homonymes, voir Iwai.
Atsuhiro Iwai (岩井 厚裕, Iwai Atsuhiro) est un footballeur japonais né le 31 janvier 1967 dans la préfecture de Saitama au Japon.